# Rhombophryne guentherpetersi
Espèce
Synonymes
- Mantipus guentherpetersi Guibé, 1974
- Plethodontohyla guentherpetersi (Guibé, 1974)

Statut de conservation UICN

 EN B1ab(iii) : En danger
Rhombophryne guentherpetersi est une espèce d'amphibiens de la famille des Microhylidae.

## Répartition
Cette espèce est endémique du Nord de Madagascar. Elle se rencontre entre 2 000 et 2 600 m d'altitude dans le massif du Tsaratanana,.

## Description
Plethodontohyla guentherpetersi mesure de 32 à 35 mm. Son dos varie du brun clair au brun rougeâtre avec des taches sombres sur les flancs. Son ventre est clair avec quelques taches sombres. La peau de son dos est plus ou moins granuleuse.

## Étymologie
Cette espèce est nommée en l'honneur de Günther Peters.

## Publication originale
- Guibé, 1974 : Batraciens nouveaux de Madagascar. Bulletin du Museum National d'Histoire Naturelle, sér. 3, Zoologie, vol. 171, p. 1169-1192 (texte intégral).